# Tri-ethyleendiamine
Tri-ethyleendiamine, vaak afgekort tot TEDA of tot DABCO (afgeleid van de systematische IUPAC-naam van de verbinding: 1,4-diazabicyclo[2.2.2]octaan), is een gebrugd bicyclisch, tertiair diamine. De zuivere stof is hygroscopisch, lost goed op in water en smelt bij circa 160 °C. Het is een zwakke organische base, zwakker dan piperazine, en wordt regelmatig in de organische synthese aangewend.

## Synthese
Er zijn verschillende syntheses van tri-ethyleendiamine gepubliceerd. De omzetting van ethyleendiamine met als katalysator een aluminosilicaat-zeoliet (ZSM-5) levert naast tri-ethyleendiamine ook ammoniak:
Er kan ook worden uitgegaan van di-ethyleentriamine. Er wordt bij deze omzetting ook piperazine gevormd.
De reactie van piperazine met ethyleenoxide op een aluminosilicaat-katalysator is een alternatieve methode.

## Toepassingen
Tri-ethyleendiamine wordt gebruikt als katalysator, vooral voor de productie van polyurethaan. Het is ook een katalysator voor de Baylis-Hillman-reactie. In de coördinatiechemie wordt het gebruikt als een labiel (uitwisselbaar) ligand. De verbinding wordt daarnaast ook gebruikt bij de Sonogashira-koppeling van fenylacetyleen met een elektrondeficiënte aromatische joodverbinding, zoals 1-fluor-3-jood-5-(trifluormethyl)benzeen:
Tri-ethyleendiamine is ook een antioxidant voor kleurstoffen. De levensduur van sommige organische kleurstoffen die in kleurstoflasers worden gebruikt kan ermee verlengd worden.